# La Venta (El Cuatro)
La Venta (El Cuatro) es una localidad del municipio de Huimanguillo ubicado en la subregión de la Chontalpa del estado mexicano de Tabasco.

## Geografía
La localidad de La Venta (El Cuatro) se sitúa en las coordenadas geográficas 18°06′55″N 94°02′11″O / 18.115278, -94.036389, a una elevación de 10 metros sobre el nivel del mar.

## Demografía
Según el Conteo de Población y Vivienda 2020, efectuado por el Instituto Nacional de Estadística y Geografía, la localidad de La Venta (El Cuatro) tiene 46 habitantes, de los cuales 25 son del sexo masculino y 21 del sexo femenino. Su tasa de fecundidad es de 3.54 hijos por mujer y tiene 14 viviendas particulares habitadas.
| Gráfica de evolución demográfica de La Venta (El Cuatro) entre 2000 y 2020 |
|                                                                            |
| INEGI.                                                                     |